# Space Channel 5: Ulala's Cosmic Attack
Space Channel 5: Ulala's Cosmic Attack est un jeu vidéo de rythme sorti exclusivement sur Game Boy Advance le 24 juin 2003 aux États-Unis, puis le 12 décembre 2003 en Europe. Il a été développé par United Game Artists et Art Co. et édité aux États-Unis par THQ et en Europe par Sega, où il a été distribué par Atari Inc..
Le jeu fait partie de la série Space Channel 5, dont il constitue le troisième épisode après Space Channel 5: Part 2, bien que basé sur le premier jeu de la franchise ; il est suivi par Space Channel 5 VR: Kinda Funky News Flash!, sorti en février 2020 sur PlayStation 4.